# Metamatic (álbum)
Metamatic es el primer álbum del músico inglés John Foxx en su etapa como solista, lanzado el 18 de enero de 1980 por Virgin Records, un año después de que el músico abandone la banda que lideraba, Ultravox. En este álbum, así como en los sencillos de la época, Foxx definiría su estilo musical electrónico basado en los sintetizadores, tratado tiempo antes, mientras integraba Ultravox.
El nombre del álbum viene de una máquina de pintura creada por Jean Tinguely, que fue exhibida en París en 1959.
El disco fue producido por John Foxx, con la ayuda de Gareth Jones, como ingeniero en la producción. Tiempo después, Jones se haría reconocido por ayudar a realizar los materiales discográficos de Depeche Mode y Erasure.

## Detalles
En este álbum, Foxx siguió manteniendo el uso de los sintetizadores, más que con sus anteriores trabajos en Ultravox, banda de la que salió a comienzos de 1979. Con ellos Foxx había realizado tres álbumes apreciados pero comercialmente inexitosos, Ultravox! (1977), Ha! Ha! Ha! (1977) y Systems of Romance (1978), en los cuales había estado tratando con géneros como el Glam rock, el punk y el synthpop. Pero tras los fracasos comerciales y las peleas dentro del grupo, Foxx anuncia, en medio de la gira norteamericana de 1979, a sus compañeros que saldría de la banda, hecho que se hace efecto cuando los músicos regresan a Inglaterra, una vez concluida la gira. Antes del regreso, el guitarrista Robin Simon decide quedarse en Nueva York, separándose también del grupo, pero poco después volvería a trabajar con Foxx, aunque para después de Metamatic.
El último álbum lanzado con Ultravox, Systems of Romance, supuso un mayor acercamiento a los sonidos electrónicos que en los dos anteriores, con canciones como "Quiet Men" y "Dislocation". 
Para el momento de la salida del álbum, Ultravox tenía un nuevo integrante que era cantante y guitarrista a la vez, Midge Ure, con quien la banda lograría canciones exitosas y popularidad, aunque sin quitar el uso de sintetizadores, desarrollando por su parte su propio estilo de synthpop y New Wave. Pocos meses después de la salida de Metamatic, sale el cuarto álbum de la banda y el primero sin Foxx, Vienna, cuya canción homónima logró gran éxito.
Dos de las canciones del álbum, "He's A Liquid" y "Touch And Go", fueron compuestas e interpretadas por John Foxx tiempo atrás, con Ultravox. La primera canción fue tocada en vivo en las giras de Europa de 1978 y de Estados Unidos y Canadá de 1979, y la segunda solamente en la última.

## Contenido
Todas las canciones fueron compuestas por John Foxx.
1. "Plaza" – 3:52
2. "He's a Liquid" – 2:59
3. "Underpass" – 3:53
4. "Metal Beat" – 2:59
5. "No-One Driving" – 3:45
6. "A New Kind of Man" – 3:38
7. "Blurred Girl" – 4:16
8. "030" – 3:15
9. "Tidal Wave" – 4:14
10. "Touch and Go" – 5:33

### Bonus tracks (relanzamiento, 1993)
1. "Young Love" – 3:10
2. "Film One" – 3:58
3. "20th Century" – 3:06
4. "Miles Away" – 3:17
5. "A Long Time" – 3:49
6. "Swimmer 1" – 4:06

### Bonus tracks (relanzamiento, 2001)
1. "Film One" – 3:58
2. "Glimmer" – 3:33
3. "Mr. No" – 3:14
4. "This City" – 3:03
5. "20th Century" – 3:06
6. "Burning Car" – 3:12
7. "Miles Away" – 3:17

### Bonus tracks (relanzamiento, solo en segundo CD, 2007)
1. "Film One"
2. "This City"
3. "To Be With You"
4. "Cinemascope"
5. "Burning Car"
6. "Glimmer"
7. "Mr No"
8. "Young Love"
9. "20th Century"
10. "My Face"
11. "Like a Miracle" (alternative version)
12. "A New Kind of Man" (alternative version)
13. "He's a Liquid" (alternative version)

## Créditos
- John Foxx: voz, caja de ritmos, sintetizadores
- John Wesley Baker: sintetizadores adicionales
- Jake Durant: bajo
- Gareth Jones: ingeniero

## Sencillos
- Underpass (4 de enero de 1980)
- No One Driving (marzo de 1980)

Meses después, Foxx lanzó dos sencillos más, Burning Car y Miles Away, pero ambos no tenían canción incluida en el álbum, aunque sus contenidos fueron incluidos en los relanzamientos posteriores de este.